# Administração Presidencial da Rússia
O Gabinete Executivo Presidencial da Rússia ou a Administração Presidencial da Rússia é o gabinete executivo do Presidente da Rússia, criado por decreto de Boris Yeltsin em 19 de julho de 1991 como uma instituição de apoio à atividade do presidente (então Yeltsin) e do vice-presidente (então Alexander Rutskoi) da RSFS russa (atual Federação Russa), bem como órgãos deliberativos vinculados ao presidente, incluindo o Conselho de Segurança.
O Chefe do Gabinete Executivo Presidencial, seus principais diretores e respectivos adjuntos são nomeados pelo Presidente da Rússia e não dependem de aprovação de outro ente governamental. Os demais funcionários são nomeados pelo Chefe do Gabinete.

## História
A Constituição da Rússia afirma que o Presidente da Rússia forma a Administração Presidencial.
Em 2 de outubro de 1996, Boris Yeltsin assinou um decreto aprovando os Regulamentos da Administração Presidencial da Rússia.
Em 25 de março de 2004, Vladimir Putin empreendeu uma grande reorganização desta instituição por meio de um decreto.
O Gabinete Executivo Presidencial da Rússia funciona em Moscou, onde mantém escritórios em vários edifícios em Kitai-gorod e dentro do Kremlin.

## Equipe atual do Gabinete Executivo Presidencial
Chefe do Gabinete Executivo Presidencial:
- Anton Vaino

Primeiros Vice-Chefes do Gabinete Executivo Presidencial:
- Sergey Kiriyenko
- Alexey Gromov

Vice-Chefe do Gabinete Executivo Presidencial:
- Magomedsalam Magomedov

Vice-Chefe do Gabinete Executivo Presidencial e Secretário de Imprensa Presidencial:
- Dmitry Peskov

Assessores do Presidente:
- Larisa Brychyova (Chefe da Diretoria Jurídica)
- Igor Levitin
- Yuri Ushakov
- Andrei Fursenko

Chefe do Protocolo Presidencial:
- Vladimir Ostrovenko

Conselheiros do Presidente:
- Alexander Bedritsky (Representante Presidencial Especial para Questões Climáticas)
- Sergey Glazyev
- Sergei Grigorov
- Anton Kobyakov
- Alexandra Levitskaya
- Vladimir Tolstói
- Anton Ustinov
- Mikhail Fedotov (Presidente do Conselho Presidencial para a Sociedade Civil e Direitos Humanos)
- Veniamin Yakovlev

Comissário Presidencial para os Direitos da Criança:
- Anna Kuznetsova (desde setembro de 2016)[5]

Comissário Presidencial para os Direitos dos Empreendedores:
- Boris Titov (desde junho de 2012)[6]